# PS-66
PS-66 var en luftspaningsradar med lång räckvidd som användes av svenska flygvapnet 1966–2001 och ingick i STRIL 60-systemet.

## Bakgrund
I slutet av 1950-talet började Kungliga flygförvaltningen (KFF) och Försvarets Forskningsanstalt (FOA) att studera en ny typ av radar som kunde utföra både luftspaning och höjdmätning samtidigt i samma station (en så kallad 3D-radar). Systemet skulle komplettera de redan befintliga PS-08 och de PS-65 som var under införande genom att överlappa deras spaningsområde på ett annat frekvensband.
Att utveckla en helt ny radar bedömdes bli för dyrt och man koncentrerade sig i stället på att köpa in en redan befintlig radar från utlandet. Westinghouse AN/TPS-27, Hughes STADS-3D, Decca Hydra och Vectris, SNE-RI S-104, CSF RM-494 samt Gilfillan AN/TPS-32 utvärderades och valet föll slutligen på S-104, främst på grund av dess okänslighet för radarstörning. Den totala kostnaden för fem stationer var 50 miljoner kronor. Avtalet undertecknades 14 oktober 1964.

## Konstruktion
Radarstationen var ursprungligen tänkt att vara transportabel (därav den ibland använda beteckningen PS-66/T) och systemet var därför modulärt med all elektronik fördelad på 20 stycken transportabla plasthyddor. Tiden för uppsättning eller nedtagning var runt ett dygn, vilket bedömdes vara för långt för att vara praktiskt användbart. Samtliga stationer kom därför till en början att placeras i betongbunkrar som skyddade alla delar utom antennen och vridbordet. Samtliga stationer hade dock alternativa grupperingsplatser utan betongbunker. Två av stationerna kom senare att flyttas till nya permanenta grupperingsplatser utan fortofikatoriskt skydd.

## Stationer
| Beteckning | FAR-signal | Plats       |
| ---------- | ---------- | ----------- |
| R106       | Älgen      | Olofström   |
| R136       | Falken     | Åtvidaberg  |
| R166       | Räven      | Tierp       |
| R236       | Bonsen     | Furillen    |
| R226       | Lämmeln    | Svappavaara |

1. ↑  Stod från början i Kramfors och hade då beteckning R46 Renen.
2. ↑  Stod från början i Klöverträsk och hade då kodnamn Ödlan.